# Daniel Pietta
Daniel Pietta (* 9. Dezember 1986 in Krefeld) ist ein deutscher Eishockeyspieler, der seit November 2020 beim ERC Ingolstadt aus der Deutschen Eishockey Liga (DEL) unter Vertrag steht und dort auf der Position des Centers spielt. Zuvor war Pietta insgesamt 15 Spielzeiten bei den Krefeld Pinguinen aktiv, bei denen er zahlreiche DEL-Rekorde hält. Seit Mitte November 2024 ist Pietta zudem der erfolgreichste Torvorbereiter der Ligahistorie. 

## Karriere

### DNL und 2. Bundesliga (2001–2005)
Zur Saison 2001/02 kam Daniel Pietta zum KEV in die Deutsche Nachwuchsliga, nachdem er zuvor mit den Schülern den Meistertitel gewonnen hatte, und bildete nun in der deutschlandweiten Nachwuchsliga eine Reihe mit dem ein Jahr älteren Torjäger Christian Schlesiger und dem gleichaltrigen Martin Schymainski. Dabei avancierte der Linksschütze als Center dieser Reihe zu einem der besten Scorer der Liga und kam mit 65 Punkten auf den zweiten teaminternen Platz hinter dem älteren Schlesiger. Die drei bildeten zudem eine der besten Sturmformationen der Liga, hatten allerdings den körperlich größeren Stürmern des SC Riessersee, allesamt in ihrem letzten DNL-Jahr, in den Play-offs nichts entgegenzusetzen, sodass Piettas erfolgreiche Rookie-Saison nach dem dritten Platz in der Vorrunde mit dem Viertelfinal-Aus beendet wurde.

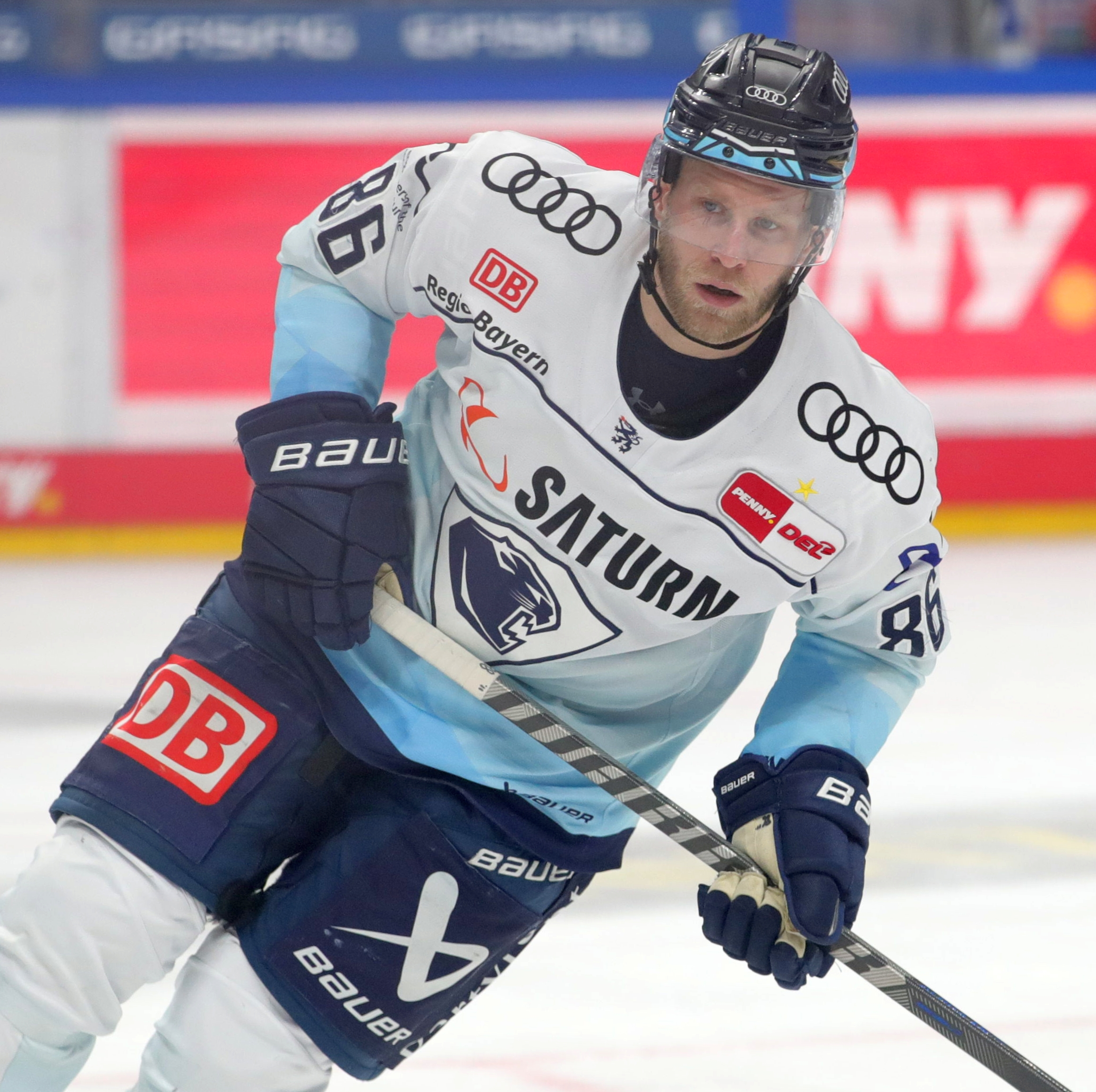
Pietta im Trikot des ERC Ingolstadt (2022)

Während der Saison 2003/04 wurde der gebürtige Krefelder zu einem Pokalspiel in Hamburg von Trainer Butch Goring erstmals in den DEL-Kader der Krefeld Pinguine berufen. Pietta verbuchte zwar keine Punkte, gehörte aber zu den besten Spielern auf dem Eis, sodass er während der Spielzeit zu fünf weiteren DEL-Spielen kam. Den größten Teil der Spielzeit bestritt der Angreifer jedoch weiterhin in der DNL, wo er aufgrund eines Überangebotes im Sturm und seiner reiferen, defensiv verantwortungsvolleren Spielweise, seiner guten Spielübersicht weiter in der Verteidigung eingesetzt wurde. Letztlich wurde Daniel Pietta fünftbester Scorer der Jungpinguine und sechstbester Scorer ligaweit. Des Weiteren führte er das DNL-Team als Kapitän zudem auf Platz zwei der Liga, die Mannschaft schied jedoch in den Play-offs als Favorit in zwei Spielen gegen die Kölner Junghaie aus. Für die Spielzeit 2004/05 wurde Pietta von den Pinguinen mit einer Förderlizenz für die Füchse Duisburg aus der 2. Bundesliga ausgestattet, wo er seinen Punkteschnitt vor allem in der zweiten Saisonhälfte auf nahezu einen Punkt pro Spiel ausbauen konnte und die Spielzeit letztlich mit neun Toren und 19 Punkten aus 46 Spielen beenden konnte.

### DEL (seit 2005)
Zur Saison 2005/06 erhielt der Angreifer schließlich einen festen Kaderplatz bei den Krefeld Pinguinen. Bei den Pinguinen avancierte Pietta in den folgenden Jahren zu einem der besten deutschen Stürmer in der DEL und konnte seine Offensivstatistiken stetig verbessern, ehe er in der Saison 2009/10 mit 16 Treffern und 37 Torvorlagen seine bisher punktbeste Spielzeit als Profi absolvierte. Im September 2011 verlängerte Pietta seinen Vertrag in Krefeld um drei Jahre. In der Saison 2013/14 bildete Pietta zusammen mit seinen Mitspielern Kevin Clark und Adam Courchaine die offensivstärkste Angriffsformation der Liga und kam auf insgesamt 48 Scorerpunkte. Im Januar 2015 gab man in Krefeld eine zehnjährige Vertragsverlängerung mit dem Center bekannt, dabei handelt es sich um die längste Vertragslaufzeit, die jemals im deutschen Eishockey ausgehandelt wurde. In den folgenden Jahren gehörte er stets zu den Führungsspielern seines Teams und zu den besten deutschen Stürmern der Liga. Im Frühjahr 2018, nachdem die Pinguine keine Chance mehr auf das Erreichen der Play-offs hatten, wurde Pietta an Leksands IF ausgeliehen, der damals im Aufstiegskampf in die Svenska Hockeyligan (SHL) stand.
Aufgrund einer neuen Eigentümerschaft bei den Pinguinen wurde im Mai 2020 auch das Management des Klubs ausgewechselt, das die Mannschaft sportlich neu ausrichten wollte. Daher wurde Pietta zur Auflösung seines Vertrages gedrängt, um mehr Spielraum in der Budgetplanung zu haben. Pietta wurden in der Folge Löhne nicht ausgezahlt und der überlassene Dienstwagen eingezogen, so dass Pietta die Krefeld Pinguine verklagte. Im November 2020 erhielt Pietta – unabhängig von dem laufenden Prozess – einen Arbeitsvertrag beim ERC Ingolstadt. Nach nur einem Monat bei seinem neuen Arbeitgeber wurde Pietta wegen „unsportlichen Verhaltens in Form einer rassistischen Verunglimpfung“ für neun Spiele gesperrt. Nach einer Auseinandersetzung mit dem schwarzen Gegenspieler Sena Acolatse machte Pietta eine „Affen-Geste“ in dessen Richtung. Anfang Februar 2023 wurde bekannt gegeben, dass Pietta seinen Vertrag beim ERC um weitere zwei Jahre verlängert hat. Anschließend erreichte er mit der Mannschaft den zweiten Tabellenplatz nach der Hauptrunde sowie die Finalserie der Playoffs, in denen die Ingolstädter dem EHC Red Bull München unterlagen.
Am 22. November 2024 erzielte Pietta in Köln als siebter Spieler sein 250. Tor in der höchsten deutschen Spielklasse. Ebenfalls gegen die Kölner Haie erreichte Pietta am 12. Januar 2025 als erst zweiter Spieler seinen 800. Scorerpunkt in der DEL.

### International
Mit den deutschen Juniorennationalmannschaften nahm Pietta an den U18-Junioren-Weltmeisterschaften 2003 und 2004 teil und bestritt mit seinem Heimatland zudem die U20-Junioren-Weltmeisterschaft 2006. Vor dem Hintergrund seiner Leistungen im Verein wurde der Linksschütze im November 2010 das erste Mal für den A-Kader der deutschen Nationalmannschaft berufen und absolvierte im Rahmen des Deutschland Cup sein erstes Spiel im Trikot Deutschlands. Anschließend nahm Pietta an den Weltmeisterschaften in den Jahren 2012, 2013, 2014, 2015 und 2018 teil.

## DEL-Rekorde
Pietta ist der Spieler mit den meisten Spielen (792), Scorerpunkten (631), Assists (422), Strafminuten (681) sowie zweitmeisten Toren (209) der Pinguine in deren DEL-Geschichte. Zudem ist Pietta mit 811 Scorerpunkten hinter Patrick Reimer (859 Punkte) der zweiterfolgreichste Spieler der DEL-Historie sowie mit 550 Assists der erfolgreichste Torvorbereiter dieser Liga (Stand: 14. April 2025).
Am 20. März 2024 absolvierte Pietta als erst zwölfter Spieler die Marke von 1.000 DEL-Spielen.

## Erfolge und Auszeichnungen
- 2023 Deutscher Vizemeister mit dem ERC Ingolstadt

### International
- 2004 Aufstieg in die Top-Division bei der U18-Junioren-Weltmeisterschaft der Division I
- 2004 Topscorer der U18-Junioren-Weltmeisterschaft der Division I, Gruppe B
- 2004 Bester Torschütze der U18-Junioren-Weltmeisterschaft der Division I, Gruppe B
- 2006 Aufstieg in die Top-Division bei der U20-Junioren-Weltmeisterschaft der Division I

## Karrierestatistik

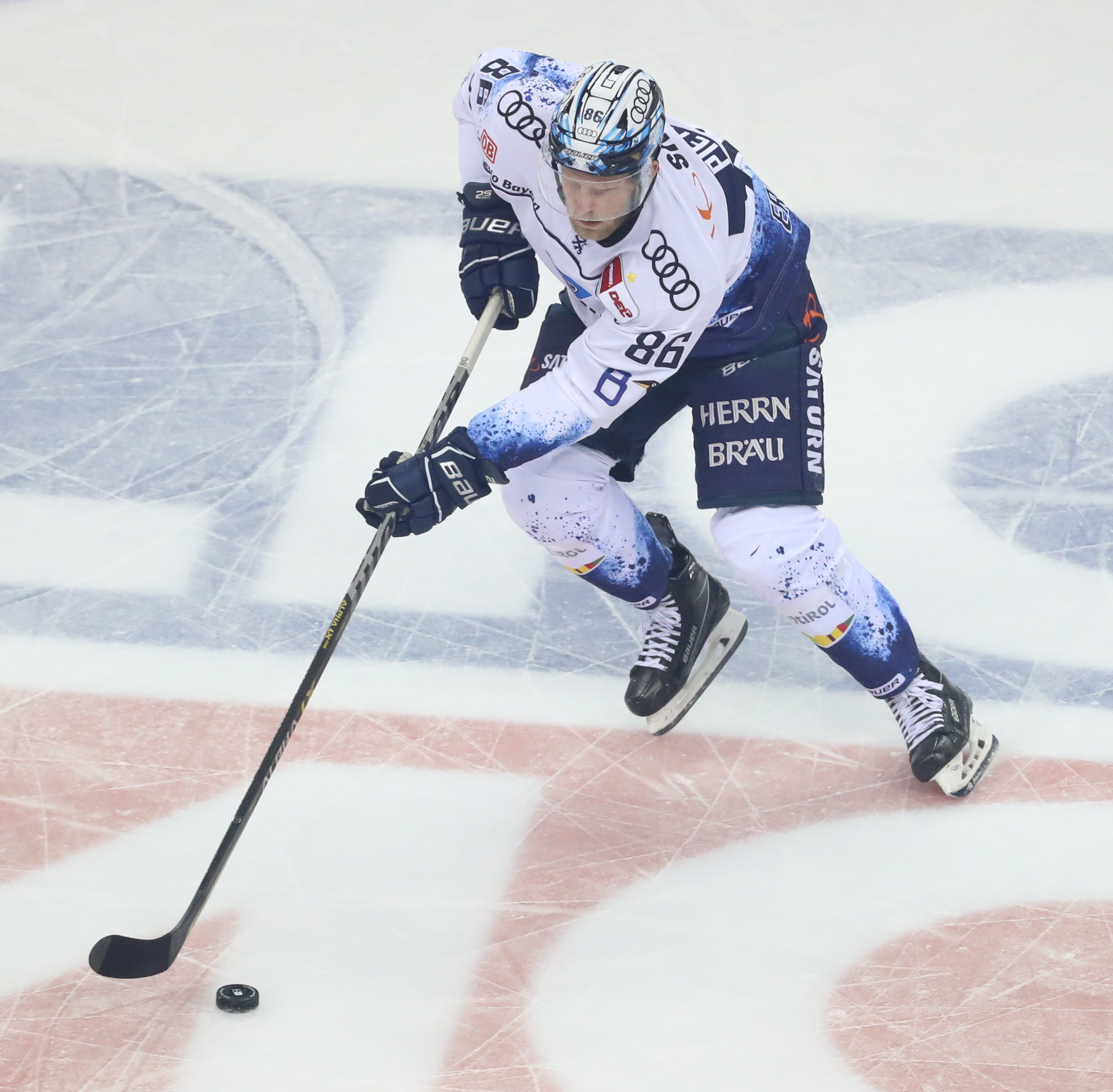
Pietta als Spieler des ERC Ingolstadt (2021)

Stand: Ende der Saison 2024/25

### International
Vertrat Deutschland bei:
| - U18-Junioren-Weltmeisterschaft der Division I 2003 - U18-Junioren-Weltmeisterschaft der Division I 2004 - U20-Junioren-Weltmeisterschaft der Division I 2006 - Weltmeisterschaft 2012 - Qualifikationsturnier für die Olympischen Winterspiele 2014 | - Weltmeisterschaft 2013 - Weltmeisterschaft 2014 - Weltmeisterschaft 2015 - Weltmeisterschaft 2018 - Olympischen Winterspielen 2022 |

(Legende zur Spielerstatistik: Sp oder GP = absolvierte Spiele; T oder G = erzielte Tore; V oder A = erzielte Assists; Pkt oder Pts = erzielte Scorerpunkte; SM oder PIM = erhaltene Strafminuten; +/− = Plus/Minus-Bilanz; PP = erzielte Überzahltore; SH = erzielte Unterzahltore; GW = erzielte Siegtore; 1 Play-downs/Relegation; Kursiv: Statistik nicht vollständig)